# Episodi di Le nuove avventure di Peter Pan (prima stagione)
La prima stagione de Le nuove avventure di Peter Pan è andata in onda in Francia dal 22 dicembre 2012 al 27 giugno 2013 su France 3.
In Italia è andata in onda su DeA Kids. Quando fu replicata su Rai Gulp l'ordine degli episodi della serie è stato leggermente modificato.
| nº | Titolo originale                                                    | Titolo italiano                | Prima TV Francia | Prima TV Italia |
| -- | ------------------------------------------------------------------- | ------------------------------ | ---------------- | --------------- |
| 1  | L'anniversaire de Peter Pan/Peters Birthday                         | Buon compleanno, Peter Pan!    |                  |                 |
| 2  | Remue ménage/Squeaky Clean                                          | Grandi pulizie                 | 22 dicembre 2012 |                 |
| 3  | Un duo d'enfer/Girl Power                                           | Unite contro il nemico         |                  |                 |
| 4  | Entre les lignes/The Book                                           | Penna a doppio taglio          |                  |                 |
| 5  | La grande bouderie/Sulk Cit                                         | Desideri indesiderati          |                  |                 |
| 6  | Le cauchemar de Michael/Michaels Nightmare                          | Il coraggio di Michael         |                  |                 |
| 7  | Crochet perd la boule/Lost Hook                                     | Un nuovo Uncino                |                  |                 |
| 8  | Le secret de Long John Pepper/The Secret of Long John Pepper        | Il segreto di Long John Pepper |                  |                 |
| 9  | Le grand danger/A Big Danger                                        | Gelo sull'isola                |                  |                 |
| 10 | Le jardin secret/The Secret Garden                                  | Il giardino segreto            |                  |                 |
| 11 | La chasse au trésor/The Treasure Hunt                               | Caccia al tesoro               |                  |                 |
| 12 | Manipulations/Manipulations                                         | Lo scrigno                     |                  |                 |
| 13 | El Crocheto/El Hookito                                              | El Uncinoto                    |                  |                 |
| 14 | Le choix de Peter/Peters Choice                                     | La scelta di Peter             |                  |                 |
| 15 | Le temple des Chumbas/The Temple of the Choombas                    | Il tempio dei Choombas         |                  |                 |
| 16 | Le voleur d'ombre/The Shadow Thief                                  | Il ladro di ombre              |                  |                 |
| 17 | Origines/Origins                                                    | Trilly è in pericolo           |                  |                 |
| 18 | Dany Plouf/Dany Ploof                                               | Danny Ploof                    |                  |                 |
| 19 | Seuls/Alone                                                         | La grande sorgente             |                  |                 |
| 20 | Les mélodies sauvages/The Wild Melodies                             | Melodie selvatiche             |                  |                 |
| 21 | La magie du cinéma/The Never Movie                                  | La magia del cinema            |                  |                 |
| 22 | Une longue journée/Neverending Neverland                            | Giorno dopo giorno             | 20 giugno 2013   |                 |
| 23 | Comment Crochet pirata Noël - partie 1/Christmas in Neverland       | Natale sull'Isola che non c'è  | 24 giugno 2013   |                 |
| 24 | Comment Crochet pirata Noël - partie 2/How the Hook Stole Christmas | Come Uncino rubò il Natale     | 25 giugno 2013   |                 |
| 25 | Marche à Londres/London Calling                                     | Destinazione Londra            | 26 giugno 2013   |                 |
| 26 | Dérèglement climatique/Global Warming                               | Riscaldamento globale          | 27 giugno 2013   |                 |